# Daisies and Beatrice (ep)
Daisies and Beatrice er en cd-ep-udgivelse af moi Caprice fra maj 2002.

## Sange
1. "Daisies (Edit)"
2. "Beatrice"
3. "So Much For Pathos"
4. "Daisies (full)"
5. "Daisies (video)"